# مانوئل لانو (بازیکن فوتبال)
مانوئل لانو (انگلیسی: Manuel Llano؛ زادهٔ ۲۶ اوت ۱۹۹۹) بازیکن فوتبال است.